# Perla Suez
Perla Suez, née en 1947 à Córdoba (Argentine), est une femme de lettres argentine.

## Biographie
Née à Córdoba (Argentine), elle grandit à Basavilbaso et fait des études en Lettres modernes à l'université nationale de Córdoba. Elle étudie également dans la même université, la psychopédagogie et le cinéma. Boursière du gouvernement français de 1977 à 1978, elle réalise une recherche au sein de l'Université Paris VII, et travaille ensuite au Centre international d'études pédagogiques de Sèvres, à proximité de Paris. Puis, elle bénéficie d'une bourse d'études du gouvernement du Canada.
De retour en Argentine, elle enseigne et participe à la création du CEDILIJ (Centro de Difusón e Investigación de Literature Infantil y Juvenil, en français : Centre de Diffusion et Recherche de Littérature Enfantine et Juvénile),, et le dirige de 1983 à 1990.
Du milieu des années 1980 au milieu des années 1990, elle commence à publier des œuvres pour enfants. Les Memorias de Vladimir (Mémoires de Vladimir) et Dimitri en la tormenta (Dimitri dans la tourmente), parus respectivement en 1991 et 1995, sont consacrés à des histoires d'enfants juifs traqués. Vladimir est en fait son grand-père arrivé en Argentine en 1890.
Dans les années 2000, elle alterne l'écriture de fictions pour les enfants et pour les adultes. Une trilogie pour adultes, Letargo, El arresto et Complot, évoquent des événements tragiques de l'histoire de l'Argentine du début du XXe siècle et de l'immigration juive, sans les citer directement. 
Les dialogues sont ténus, rigoureux. Les mouvements des personnages et leurs actions sont décrits avec une économie de ressources. Les personnages sont contradictoires et complexes. En 2008, elle est lauréate du Prix international du roman Grinzane Cavour-Montevideo, pour cette trilogie romanesque. Cette même année 2008, un nouveau roman, La pasajera (publié en France en 2012 sous le titre La Passagère), fait renaître dans des fictions et dans l'espace géographique de son enfance, l’atmosphère des années de dictature militaire en Argentine, et plonge le lecteur dans un milieu familial marqué par une grande violence.

## Œuvre

### Littérature enfantine
- 1987 : El vuelo de Barrilete y otros cuentos
- 1988 : ¿Quién es tan feo?
- 1989 : Papá, Mamá ¿Me dan permiso?
- 1989 : ¡Blum!
- 1991 : Memorias de Vladimir
- 1991 : El viaje de un cuis muy gris
- 1993 : Dimitri en la tormenta
- 1995 : El cuento del pajarito
- 1996 : La historia de Nato y el caballo que volaba
- 1995 : El árbol de los flecos
- 1996 : El Golem (cuento) en antología 17 de Miedo
- 1996 : Lejos de Estambul (cuento) en antología 18 de Amor
- 2000 : Tan lejos y tan cerca.
- 2006 : Un golpe de buena suerte
- 2007 : Tres pajaritos
- 2009 : Arciboldo
- 2014 : El huemul
- 2014 : Un oso
- 2014 : Lara y su lobo
- 2015 : El hombrecito de polvo

### Essais
- 1986 : L´étranger vu par l´enfant. Travail de recherche: Un exemple: Les réponses des enfants de Córdoba (Argentine) (essai)
- 1986 : Dynamique du Merveilleux dans quelques contes argentins actuels (essai)
- 1986 : La domanda di educazione estetica in America Latina (essai)
- 1993 : La historieta ¿Para qué? (essai)
- 1995 : Escribir: Viaje a la memoria (essai)

### Romans
- 2000 : Letargo (roman) Collection La otra orilla, Grupo Editorial Norma, 2000.
- 2001 : El arresto (roman) Collection La otra orilla, Grupo Editorial Norma, 2001.
- 2004 : Complot (roman) Collection La otra orilla, Grupo Editorial Norma, 2004.
- 2006 : Trilogía de Entre Ríos (comprenant Letargo, El arresto y Complot) Collection La otra orilla, Grupo Editorial Norma, 2006.
- 2008 : La pasajera (roman) Collection La otra orilla, Grupo Editorial Norma, 2008.
- 2012 : Humo rojo (roman) Editorial Edhasa, Argentine, 2012.
- 2014 : Letargo (roman) Editorial Edhasa, Argentine, 2014.
- 2015 : El país del diablo (roman) Editorial Edhasa, Argentine, 2015.

### Œuvres traduits en français
- 2012 : La passagère (roman La pasajera traduit en français par Mathias de Breyne), Rouge Inside.

## Prix et distinctions
- Prix International de l'Unicef-Unesco au meilleur travail de Recherche de l'Amérique Latine 1986).
- International White Ravens (1992), pour Memorias de Vladimir.
- Sélection de l'Asociación de Literatura infantil y Juvenil de la Argentina (ALIJA) (1995), pour Dimitri en la tormenta.
- International White Ravens (1996), pour El árbol de los flecos.
- Mention Spéciale du Prix international de littérature enfantine José Martí (1997).
- Bourse du gouvernement canadien, où elle participe au Festival de littérature de Montréal (1998).
- Finaliste du Prix Apel·les Mestres (2000).
- Finaliste du Prix international du roman Grinzane Cavour-Montevideo (2001), pour Letargo.
- Finaliste du Prix international du roman Grinzane Cavour-Montevideo (2005), pour Complot.
- Bourse Guggenheim (2007).
- Lauréate du Prix international du roman Grinzane Cavour-Montevideo (2008) par la Trilogie d'Entre des Rivières.
- Premier Prix Municipal du roman de la ville de Buenos Aires - période 2006-2007 (2012) pour Trilogía de Entre Ríos.
- Finaliste du Prix International du roman Romulus Galiciens (2013), pour Humo rojo.
- Gagnante du Prix National du roman 2013 (Période 2009-2012), pour Humo rojo.